# Movilnet
Movilnet (estilizado como movilnet, oficialmente Telecomunicaciones Movilnet, C.A.) es una empresa estatal de telecomunicaciones enfocada en la telefonía móvil en Venezuela, la cual para finales de mayo de 2012, contaba con el 50,77% de las líneas telefónicas móviles del país. Además, fue la primera empresa de telecomunicaciones venezolana en utilizar la tecnología 5G a su vez, también fue la primera en lanzar un Plan de Datos Móviles Ilimitados. Su número de acceso original es 0416 y en abril de 2007 se estrenó el nuevo número de acceso 0426.
La empresa cuenta con los planes y tarifas más accesibles a los usuarios a nivel nacional, además de una cobertura más extensa que sus competidores haciendo de Movilnet una opción para aquellos clientes que no tienen posibilidad de pagar tarifas más elevadas o no tengan acceso a otros proveedores, siendo esta la principal operadora de Venezuela, la cual maneja el grueso de cartera de usuarios del país, además que todavía mantiene la red 2G para aquellos usuarios que no poseen teléfonos inteligentes de modo que no se dejan por fuera de la red sino que se les considera como parte importante y con derecho a seguir comunicados.

## Historia

### Década de 1990
Sus antecedentes se remontan al año 1990 cuando CANTV, en vísperas de su privatización, presenta su proyecto de telefonía móvil celular.
Se creó el 19 de mayo de 1992 como una filial de la compañía de telefonía fija CANTV, que en su primer año alcanzó 21.000 clientes, ofreciendo servicio AMPS, con cobertura en Caracas, Valencia y otras ciudades del país. El código de área para el acceso era 099 (posteriormente fue 016); y pronto se convertiría en la primera operadora celular del país en digitalizar su red. Bajo la tecnología TDMA se impulsan productos y servicios que marcan un nuevo cambio en el mercado celular, como el servicio de identificación de llamadas.
En 1996, la empresa se moderniza migrando a tecnología TDMA, siendo la primera (antes de Digitel) en el país en ofrecer tecnología digital.
En 1997, alcanzó una cartera de 370 mil clientes, ese mismo año implementa una red CDPD. Sin embargo, la red se apagó en 2003 dada las ventajas de otras tecnologías de datos como CDMA 1xRTT.

### Década de 2000
En 2000, debido al retraso de CONATEL en asignar nuevos bloques de espectro y de los fabricantes en proveer equipos GSM en la banda 850 MHz, Movilnet estudió el impacto de las nuevas tecnologías en el espectro, por lo que decidió migrar de TDMA a CDMA2000 en 850 MHz.
En 2003, la empresa inicia la implementación de la tecnología CDMA2000 1xRTT permitiéndole ofrecer servicios de Tercera Generación siendo una de las primeras en Sudamérica en ofrecer estos servicios. En 2005, se convirtió en la primera operadora en Venezuela (posicionando así al país de segundo en Sudamérica después de Brasil y tercero en el continente después de Estados Unidos) en ofrecer una red CDMA2000 1xEV-DO, sobre la cual se comercializa el servicio "ABA Móvil" (Acceso Banda Ancha, que es un servicio de Internet de alta velocidad sobre telefonía móvil).
Actualmente, la empresa tiene cobertura EvDO en: Caracas (Zona Metropolitana y ciudades satélite como Guarenas y Guatire), Charallave, Santa Teresa del Tuy, Litoral (Maiquetía, La Guaira y Macuto), Maracaibo, Ciudad Guayana, La Victoria, Cagua, Valencia, Barquisimeto, Barcelona (Venezuela), Puerto La Cruz, Isla de Margarita, Punto Fijo, Tucacas, Puerto Cabello, Ciudad Bolívar, Maracay, Anaco, Maturín, Archipiélago de Los Roques, Mérida, Bejuma, Acarigua entre otras ciudades y lugares y en proceso de ampliación y diversificación.
En 2005, debido a la ganancia de cuota de mercado por parte de Movistar, Movilnet intentó comprar a Digitel, cuya plataforma es GSM, la tercera operadora del sector en el país, pero dicho proceso fue desautorizado por CONATEL.
Cabe destacar que la inversión realizada por Movilnet desde su creación alcanza un millardo de dólares ($1.000.000.000,00).
En 2007, con la renacionalización de CANTV, Movilnet pasa de ser una empresa de capital privado a capital público.

### Década de 2010
Movilnet en 2014 se caracterizó por ser la empresa líder en telefonía móvil con más de 17 millones de usuarios en el mercado, Movistar es la segunda operadora de telefonía móvil en lo que a cartera de clientes se refiere, con un 34% y Digitel con 12% de participación.
La proveedora emplea para la mayor parte de sus abonados la tecnología CDMA. Sin embargo actualmente despliega una red GSM en la frecuencia de 850 y 1900 MHz, la cual es comerciada desde el 16 de enero de 2009, con una cobertura equivalente a la actual red CDMA y una red UMTS/HSDPA lanzada comercialmente en mayo de 2009.

### Década de 2020
En mayo de 2022 y después de haber perdido más del 80% de sus suscriptores, y que sus operaciones quedarán en un limbo por la situación económica por la que pasa la nación, el presidente de Venezuela, Nicolás Maduro, anunció la venta del 5 al 10% de las acciones de Movilnet y su compañera CANTV (ambas empresas estatales), pasando a una privatización parcial de las mismas, justificando que "Necesitamos capital para el desarrollo de todas las empresas públicas, necesitamos tecnologías, necesitamos nuevos mercados"
Para ese momento Movilnet tenía solamente un 8% del mercado de las telecomunicaciones del país, siendo superado por los operadores de telefonía móvil Movistar y Digitel.

Para el año 2025 Movilnet recuperó parte de su cartera de clientes con una clara mejora de su cobertura, quedando con un 15% del mercado de las comunicaciones, siendo Telefónica Movistar el líder del momento con más del 57% de las telecomunicaciones, seguido por Digitel con 28% del mercado

## Venta de acciones Cantv
El esquema de venta de acciones de las empresas de telecomunicaciones inició con Cantv y accionistas D. La segunda ronda se abre a trabajadores activos y jubilados, y accionistas preferentes o minoritarios. La última ronda será destinada a inversionistas nacionales e internacionales, explicó la vicepresidenta Delcy Rodriguez.
La oferta pública había sido anunciada cinco meses antes, el 11 de mayo, por el presidente Nicolás Maduro, quien detalló que el objetivo era colocar en el mercado de valores diferentes empresas públicas, comenzando precisamente con hasta 10% de las acciones de Cantv y las de Movilnet, otra empresa estatal venezolana de telecomunicaciones enfocada en telefonía móvil, a fin de reinvertir en tecnologías y ampliar sus mercados. 
La primera ronda superó las expectativas, alcanzando 4,72% por encima de lo estimado en la emisión del 21 de octubre. En esta etapa la empresa vendió 1.047.243 acciones, obteniendo recursos por Bs. 3.351.177,60, equivalentes a $400.000, según detalló la Bolsa de Valores de Caracas. 
Cantv es líder en suscriptores de telefonía fija y de servicios de internet en el país. En el caso de Movilnet, la compañía atiende 25% del mercado de telefonía móvil y es la operadora con mayor penetración en el territorio nacional.

## Servicio 5G
Actualmente Movilnet ofrece el servicio 5G NSA NR en la banda N78 del espectro radioeléctrico. Fue exhibida en la Feria Internacional de Telecomunicaciones de Venezuela (FITELVEN). 
Tiene activas 51 radiobases 5G, las cuáles distribuyen la señal al Distrito Capital (Caracas), el Estado Miranda y el Estado La Guaira.
La empresa de telecomunicaciones ya está operando la Red 5G en las localidades mencionadas y progresivamente se está realizando su ampliación en todo el país.
Movilnet está impulsando dicha tecnología y como parte de la labor, tienen habilitado un espacio en la sede de Conatel (Caracas) donde el público puede vivir la velocidad y estabilidad de la Red 5G con dispositivos móviles de última generación.
Beneficios del espacio:
• Educación sin interrupciones: Clases virtuales fluidas.
• Gaming sin latencia: Experiencia ultracompetitiva.
• IoT y Cloud: Conectividad para hogares y empresas inteligentes.
• Transferencia de datos masivos: Carga y descarga en segundos.

## Servicio 4G
Actualmente Movilnet ofrece el servicio 4G en la banda 4 del espectro radioeléctrico. El anuncio inicial, previsto para el 19 de diciembre de 2016, fue suspendido por lo que el inicio del lanzamiento de la red, comercialmente conocido como 4G MAX en la banda 1700/2100 MHz, quedó previsto para 2017. La banda 4 también es conocida como «AWS» porque provee servicios inalámbricos avanzados. Estas bandas fueron seleccionadas por la Comisión Nacional de Telecomunicaciones (Conatel), en virtud de lograr una mejor armonía entre los países de la región, a través del trabajo continuo que se realiza en foros de normalización a escala regional y global en reuniones de la Comisión Interamericana de Telecomunicaciones (CITEL), el Mercado Común del Sur (Mercosur) y la Unión Internacional de Telecomunicaciones (UIT). Este unificación de criterios se traduce en menores costos para el usuario final, al tanto también permite la interoperabilidad en itinerancia (conocida como roaming) de voz y datos de tu equipo 3G y 4G en la mayoría de los países de la región.
La puesta en funcionamiento de la red 4G LTE de Movilnet fue finalmente anunciada el 22 de enero de 2017 por el presidente Nicolás Maduro. Inicialmente se ofreció cobertura en 221 de las 1700 radiobases operadas por la empresa, lo que implicó el acceso a los servicios de red en los 4 estados principales del país: Distrito Capital (Caracas), Miranda (Valles del tuy), Zulia (Maracaibo) y Carabobo (Valencia).
Desde el lanzamiento de la Red, Movilnet ha ampliado progresiva y continuamente la cobertura 4G MAX en todo el país. Siendo posible consultar las principales ciudades en su portal web, en la sección "Cobertura".

## Servicios CDMA
Oficialmente Movilnet contaba con unos servicios especiales para sus teléfonos CDMA, que además de tener Java2ME tenían servicios de paga únicamente con bolívares fuertes (No cobraban por el acceso, sino solo la descarga de cierto contenido) entre ellos existieron:
Neo Aplicaciones: era una tienda de aplicaciones específicamente para teléfonos CDMA, que servía para bajar múltiples aplicaciones al teléfono mediante descarga, cobrando parte de la renta mensual una cierta cantidad de bolívares.
Neo Navegación: era un navegador que puede aparecer predeterminado en teléfonos CDMA y equipos liberados, su uso era para navegación en internet.
En tus manos: era un servicio de navegación que usaba como interfaz a Neo Navegación, pero a diferencia de este es que era el portal oficial de Movilnet para teléfonos, utilizado para descargas de imágenes, temas, tonos telefónicos y también multi herramientas para navegación como exploradores web como lo son Google.
Movilnet inicio el cese y descontinuación de su plataforma CDMA en el año 2018.

## Servicios GSM
Comercialmente conocido como (Tu Chip) era una herramienta de uso múltiple sin necesidad de marcar códigos de teléfono, también ofrecía un catálogo especial de herramientas tales como: Diccionario con sinónimos y antónimos, Traducción de idiomas, Consulta de cartelera de cine (podía ayudar a saber el lugar y estrenos de películas según el estado de residencia), también tenía una sección de Diversión como adivinanzas, chistes y por último contaba con Noticias en sus diferentes variantes.

## Eslóganes a lo largo del tiempo
- 1992-1996: El poder que sí comunica.
- 1996-1999: Innovación en servicios de comunicación personal.
- 1999-2001: Líder total en cobertura digital.
- 2001-2004: Contigo siempre.
- 2004-2007: + movilnet + vida.
- 2007-2019: La señal que nos une.
- 2019-presente: Conecta - Descubre - Comparte.